# Rolling Stone Album Guide
A Rolling Stone Album Guide a Rolling Stone könnyűzenei magazin által megjelentetett könyv, amely megkíséreli értékelni a könnyűzene területén megjelent albumokat. A könyvnek eddig négy kiadása jelent meg.

## Első kiadás
- Cím: The Rolling Stone Record Guide
- Alcím: Kritikák és értékelések majdnem tízezer jelenleg elérhető rock, pop, soul, blues, jazz és gospel albumról.
- Szerkesztők: Dave Marsh és John Swenson
- Megjelenés éve: 1979

Körülbelül 35 kritikus vett részt az összeállításában, de a kritikák nagy részét Marsh írta. Az értékelések öttől az egycsillagosig terjedtek, és volt egy külön kategória a „teljesen értéktelen” albumoknak. Később több bíráltat érte, amiért nem sikerült átlátható kronológiát felállítaniuk, valamint az apróbb tévedések miatt.

## Második kiadás
- Cím: The New Rolling Stone Record Guide
- Alcím: Felülvizsgált, frissített és naprakészebb bárminél, több mint 12 ezer rock, pop, soul, country, blues, folk és gospel album kritikáját és értékelését tartalmazza.
- Szerkesztők: Dave Marsh és John Swenson
- Megjelenés éve: 1983

Az első kiadás felülvizsgált, bővített változata, több értékelést megváltoztattak, és több kritikát kibővítettek benne, valamint kijavították a kritizált hibákat. Ebben a kiadásban már egy-egy előadóhoz tartozott kronologikus albumlista is. A jazz stílus kikerült a profiljából (később külön könyvet kapott Rolling Stone Jazz Record Guide címen).

## Harmadik kiadás
- Cím: The Rolling Stone Album Guide
- Alcím: Teljesen új kritikák… A rock, pop, rap, jazz, blues, country, soul, folk és gospel alapvető kézikönyve.
- Szerkesztők: Anthony DeCurtis, James Henke és Holly George-Warren
- Megjelenés éve: 1992

Teljesen új kiadás, semmit nem használt fel az előző kettőből. A kritikákat négy író írta.

## Negyedik kiadás
- Cím: The New Rolling Stone Album Guide
- Alcím: Több mint tízezer rock, pop, hiphop és soul felvétel kritikája és értékelése.
- Szerkesztők: Nathan Brackett és Christian Hoard
- Megjelenés éve: 2004

70 író munkájából állították össze. Több neves előadó egyszerűen nem szerepel benne, mint például a Deep Purple, vagy Ella Fitzgerald.